# Берелех
Берелех (в нижній течії — Елонь, якут. Бөрөлөөх, рос. Бёрёлёх) — річка в Республіці Саха (Якутія) Росії. Впадає у річку Індигірку, з лівого берега, і належить до її водного басейну.

## Географія
Річка бере свій початок на північно-східній околиці Полоусного кряжу на висоті 160 м над рівнем моря, при злитті річок Кемелькан-Окат (правої) та Чамага-Окатин (лівої), за іншими даними утворюється при злитті річок Обдьока (ліва) та Нельон (права). У верхів'ї тече на північ, в середній течії — на північний схід, в нижній — на схід — північний схід, по Яно-Індигірській низовині. Впадає у лівий рукав річки Індигірки (за 112 км від її впадіння у Східно-Сибірське море) протоку Устинську, за 18 км на південь — південний захід від села Російське Устя.
На всій протяжності течії річки, русло є дуже звивисте із рівнинним характером течії, з численними заплавами, старицями, меандрами. Тече по низовинній, заболоченій території. В її басейні більше 9 тис. озер, загальною площею — 1610 км², озерність 9,5%. Довжина річки 754 км, площа басейну — 17 000 км². Живлення снігове та дощове. Паводки у липні — серпні. Взимку промерзає до дна. Швидкість течії 0,4-0,5 м/с. Ширина русла в нижній течії доходить до 110–172 м, а глибина — до 3,5-6,5 м.

## Притоки
Річка Берелех приймає більше пів сотні приток, довжиною понад 10 км. Найбільших із них, довжиною понад 50 км — 5 (від витоку до гирла):
| Назва притоки   | Довжина,(км) | Площа водозбірного басейну, (км²) | Відстань від гирла Берелех, (км) | Витрата води,(м³/с) |
| ліві притоки    | ліві притоки | ліві притоки                      | ліві притоки                     | ліві притоки        |
| --------------- | ------------ | --------------------------------- | -------------------------------- | ------------------- |
| Тилбии-Сеене    | 53           |                                   | 196                              |                     |
| праві притоки   |              |                                   |                                  |                     |
| Юесее-Кииллаах  | 61           | 991                               | 548                              |                     |
| Кииллаах (Тііт) | 241          | 1680                              | 506                              |                     |
| Сигааннаах      | 128          | 749                               | 413                              |                     |
| Арии-Мас        | 284          | 3550                              | 296                              |                     |

## Населені пункти
Басейн, в тому числі і береги річки малозаселені. За винятком окремих рибальських та мисливських будиночків тут в середній течії розташоване село Чкалов Аллаїховського улусу.

## Археологічні знахідки
За 90 км на північний-захід від селища Чокурдах (Аллаїховський улус), на лівому березі різки, було знайдено кладовище порядком 160 скелетів мамонтів, які як припускається, загинули одночасно. Археологічна знахідка була названа — «Берелехське кладовище мамонтів» і вважається одним із найбільших у світі.